# 徐崇奎
徐崇奎，安徽人，清朝政治人物。
乾隆五十五年四月，擔任清朝廣東省潮州府豐順縣知縣。后由冀元亨接任。